# 拉姆贾奥通格巴
拉姆贾奥通格巴（Lamjaotongba），是印度曼尼普尔邦西因帕尔县的一个城镇。总人口9067（2001年）。

## 人口
该地2001年总人口9067人，其中男性4396人，女性4671人；0—6岁人口1024人，其中男527人，女497人；识字率74.25%，其中男性为81.19%，女性为67.72%。